# Crook Brook (dopływ rzeki Titicus)
Crook Brook – rzeka w Stanach Zjednoczonych, w stanie Nowy Jork, w hrabstwie Westchester. Rzeka jest dopływem rzeki Titicus, wpływa do tejże nieopodal Titicus Reservoir. Zarówno długość cieku, jak i powierzchnia zlewni nie zostały oszacowane przez USGS. 